# USS Constitution
USS Constitution je dřevěná trojstěžňová fregata námořnictva Spojených států amerických, která je jednou ze šestice prvních fregat amerického námořnictva. V aktivní službě je nepřetržitě od roku 1797 až do současnosti. Je tak nejdéle sloužící americkou válečnou lodí. Nejstarší válečnou lodí v aktivní službě je britská řadová loď HMS Victory, která je o více než 30 let starší, ale na rozdíl od Constitution nebyla v aktivní službě nepřetržitě, ale byla na několik desetiletí odstavena, než byla restaurována a symbolicky navrácena do aktivního stavu. Navíc na rozdíl od stále plovoucí USS Constitution je HMS Victory od roku 1922 trvale umístěna v suchém doku. Od roku 1907 je Constitution muzejní lodí kotvící v doku zaniklé loděnice Charlestown Navy Yard v Bostonu. Dok opouští několikrát do roka, například na Den nezávislosti 4. července. V současnosti jsou USS Constitution a USCGC Eagle jediné dvě plachetnice amerických ozbrojených sil, které se stále nacházejí v aktivní službě.

## Stavba

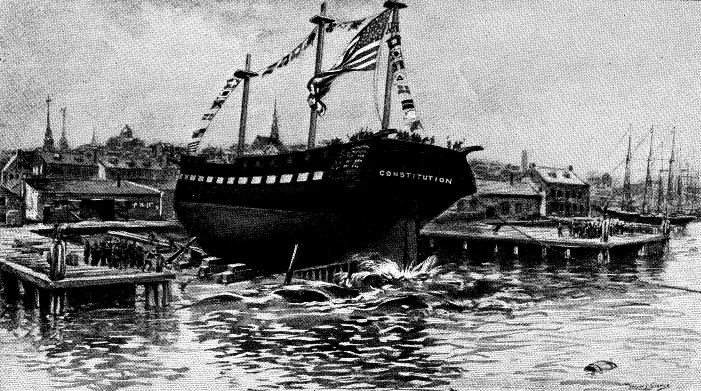
Ilustrace fregaty Constitution při spuštění na vodu

Prvních šest fregat amerického námořnictva bylo pro americké námořnictvo objednáno 27. března 1794 americkým Kongresem. Jejich hlavním úkolem byla ochrana amerických obchodních lodí proti francouzským pirátům. Plavidla byla větší a silněji vyzbrojená, než běžné fregaty. Navrhl je konstruktér Joshua Humphreys. Postavena byla loděnicí Edmund Hartt’s Shipyard v Bostonu ve státě Massachusetts. Ceremoniál spuštění na vodu proběhl 20. září 1797 za účasti prezidenta Johna Adamse. Těžké plavidlo však uvázlo a na vodu se jej podařilo spustit až po měsíci. Druhé úspěšné spuštění na vodu proběhlo 21. října 1797. Účastnili se jej následníci francouzského trůnu Ludvík Filip, Antonín Filip a Ludvík Karel.

## Konstrukce
Loď byla klasifikována jako 44dělová těžká fregata – hlavní výzbroj tvořilo třicet 24liberních děl s hladkým vývrtem (obvyklou výzbrojí tehdejších fregat byla osmnáctiliberní děla). Kromě 30 dlouhých 24liberních děl měla Constitution na horní palubě až dvacet 32liberních karonád a dvě stíhací dlouhá děla na přídi o kalibru 24 liber.

## Služba

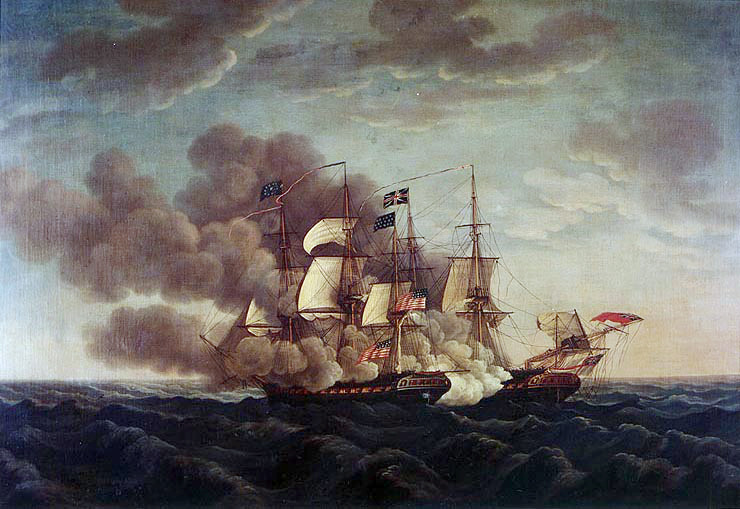
Střetnutí fregat USS Constitution a HMS Guerriere v roce 1812. Obraz namaloval Michel Felice Corne (1752–1845).

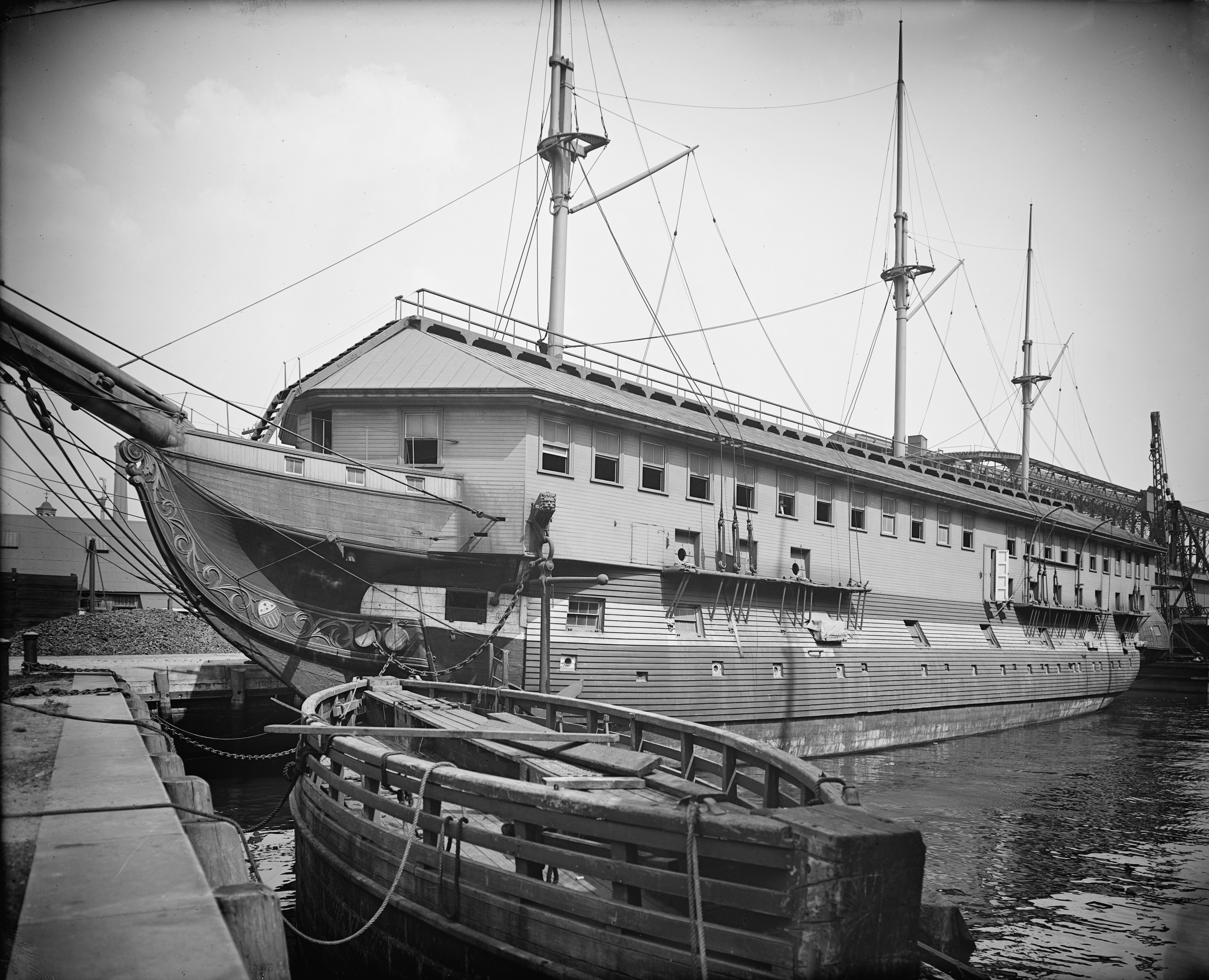
Fregata Constitution přestavěná na plovoucí kasárna na snímku z roku 1905

Na první plavbu do Karibiku se fregata vydala v červenci 1798. V letech 1799–1801 se zapojila do kvaziválky s Francií. V letech 1801–1803 procházela údržbou a následně byla v letech 1803–1807 vlajkovou lodí amerických sil ve Středomoří. V letech 1803–1805 se v této oblasti zapojila do protipirátských operací. V letech 1807–1809 znovu prošla údržbou. V letech 1811–1812 podnikla plavbu do Francie, Spojeného království a Nizozemska.
Fregata Constitution se proslavila v britsko-americké válce z let 1812–1815, ve které zvítězila ve třech námořních bitvách, při nichž porazila celkem čtyři britské válečné lodě. Řadu obchodních lodí navíc zajala. Nejznámější se stalo její vítězství nad britskou fregatou HMS Guerriere. Dva měsíce po vypuknutí války Constitution (kapitán Isaac Hull) vyplula, aby v oblasti Halifaxu narušovala britské námořní trasy. Dne 19. srpna 1812 ji zastihla fregata Guerriere. V nastalém střetu se Constitution dokázala přiblížit na malou vzdálenost a zasypat ji palbou, která britskému plavidlu zničila všechny stěžně. Když jeden americký námořník viděl, jak se britské projektily odrážejí od boků americké fregaty, zvolal: Huzza! Her sides are made of iron! Constitution tak získala svou přezdívku „Old Ironsides“. Dále dne 29. prosince 1812 porazila HMS Java a 20. února 1815 ještě britská plavidla HMS Cyane a HMS Levant.
V letech 1816–1821 prošla další údržbou a následně do roku 1828 operovala ve Středomoří. Další údržba a modernizace proběhla v letech 1832–1835 v Bostonu. V letech 1835–1838 byla vlajkovou lodí středomořské eskadry a v letech 1839–1841 vlajkovou lodí tichomořské eskadry a v letech 1839–1841 byla vlajkovou lodí v domácích vodách. Od května 1844 do září 1846 Constitution podnikla plavbu kolem světa. Urazila při ní více než 52 000 mil. Během cesty navštívila Brazílii, Madagaskar, Singapur, Malajsii, Vietnam, Hongkong, Havaj a Mexiko. Po návratu byla do roku 1848 opravována v Bostonu a následně do roku 1851 sloužila ve Středomoří. Dne 1. srpna 1849 přitom plavidlo v Gaetě navštívil papež Pius IX.
V letech 1851–1853 proběhla pravidelná údržba v New Yorku. V letech 1853–1855 Constitution byla vlajkovou lodí africké eskadry. Tehdy dosáhla svého posledního bojového vítězství, když 3. listopadu 1853 zajala otrokářskou loď H.N. Gambril. V letech 1855–1857 proběhla údržba a následně byla Constitution v letech 1857–1860 přestavěna na cvičnou loď. Následně byla v letech 1860–1871 využívána Námořní akademií Spojených států amerických v Annapolisu ve státě Maryland, přičemž v době americké občanské války se akademie včetně Constitution přesunula do Newportu ve státě Rhode Island.
V letech 1871–1877 proběhla údržba ve Filadelfii. V letech 1877–1881 Constitution opět sloužila k výcviku, přičemž v letech 1878–1879 byla využita pro přepravu amerických exponátů na 7. světovou výstavu. Roku 1881 byla vyřazena z prvoliniové služby. Do roku 1897 byla Constitution využívána jako stacionární školní plavidlo (receiving ship) v Portsmouthu ve státě New Hampshire.

## Muzejní loď

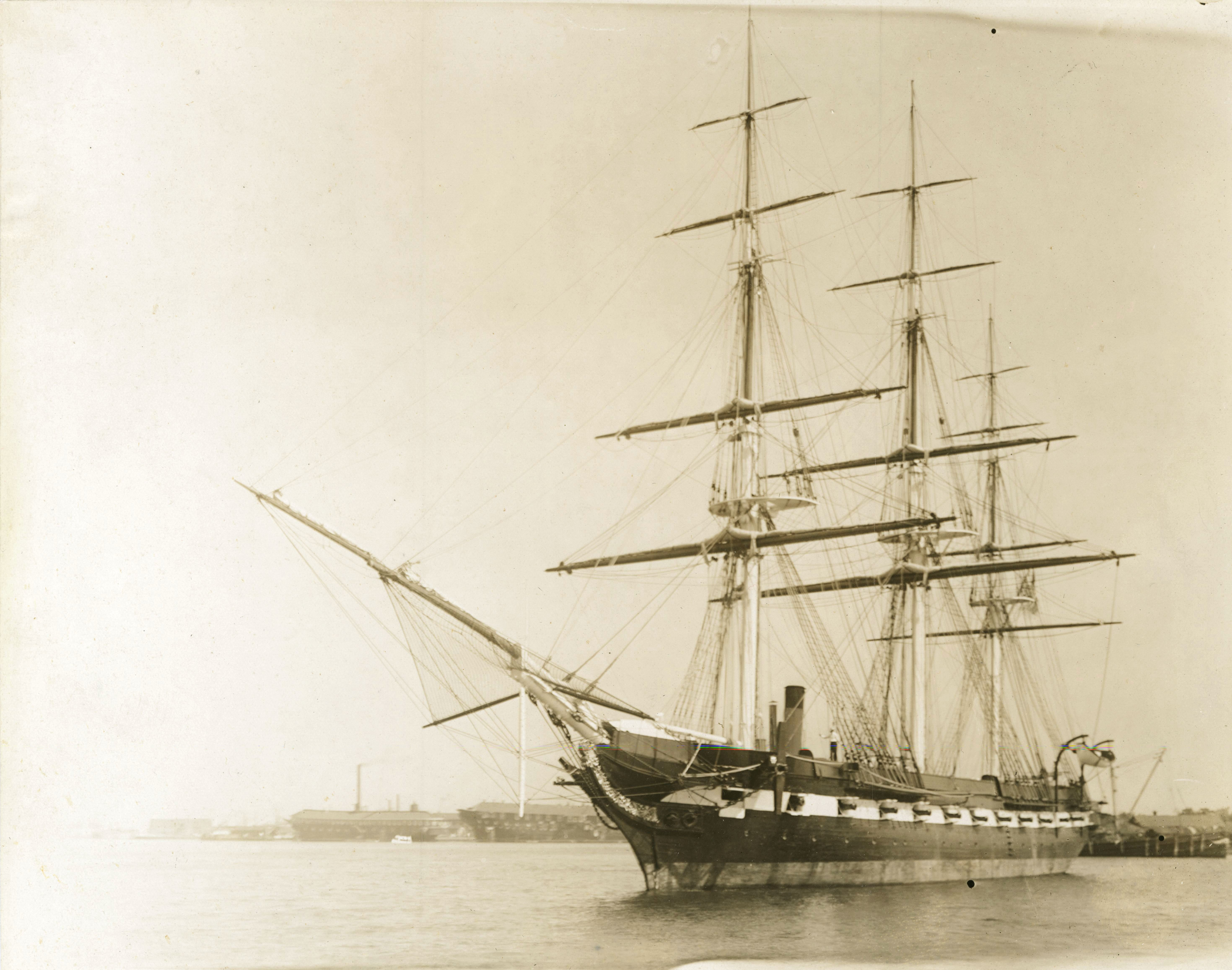
Částečně renovované plavidlo na snímku z roku 1914

V září 1897 se Constitution vrátila do Bostonu k oslavám 100. let od svého vstupu do služby. V Bostonu zůstala dlouhodobě zakotvena, přičemž byla zpřístupněna veřejnosti. V letech 1931–1934 podnikla dlouhé turné spojené s návštěvou 90 amerických přístavů. Dne 24. srpna 1940 byla fregata Constitution jmenována čestnou vlajkovou lodí amerického námořnictva. Dne 8. dubna 1976 bylo ve 22. budově loděnice Charlestown Navy Yard otevřeno muzeum USS Constitution. V letech 1992–1996 plavidlo prošlo rozsáhlou renovací, která mu vrátila schopnost samostatné plavby. Dne 21. července 1997 fregata Constitution po plných 116 letech opět vyplula vlastní silou. Následně 21. října 1997 oslavila 200. výročí od svého přijetí do služby. V letech 2007–2010 plavidlo prošlo další renovací, která jeho podobu přiblížila té z roku 1812. Dne 19. srpna 2012 fregata vyplula při příležitosti 200. výročí od svého vítězství nad fregatou Guerriere.
Od května 2015 do července 2017 se loď kvůli rekonstrukcí nacházela v suchém doku v Bostonu.

## Výskyt v kultuře
- Báseň Old Ironsides od Olivera Wendella Holmese pomohla v polovině 19. století zabránit sešrotování plavidla.[1]